# Europees kampioenschap voetbal vrouwen 1984
Het Europees kampioenschap voetbal vrouwen 1984 was een voetbaltoernooi dat werd gewonnen door Zweden. De zestien teams die meededen werden verdeeld over vier groepen van vier landen. De nummer 1 van elke groep ging door naar de halve finale die uit twee wedstrijden bestond. De winnaars daarvan speelden de finale die eveneens uit twee wedstrijden bestond.

## Kwalificatie

### Groep 1
| Land      | Wed | Win | Gel | Ver | DV | DT | +/– | Pnt |
| --------- | --- | --- | --- | --- | -- | -- | --- | --- |
| Zweden    | 6   | 6   | 0   | 0   | 26 | 1  | +25 | 12  |
| Noorwegen | 6   | 3   | 1   | 2   | 10 | 6  | +4  | 7   |
| Finland   | 6   | 2   | 0   | 4   | 5  | 17 | –12 | 4   |
| IJsland   | 6   | 0   | 1   | 5   | 2  | 19 | –17 | 1   |

### Groep 2
| Land          | Wed | Win | Gel | Ver | DV | DT | +/– | Pnt |
| ------------- | --- | --- | --- | --- | -- | -- | --- | --- |
| Engeland      | 6   | 6   | 0   | 0   | 24 | 1  | +23 | 12  |
| Schotland     | 6   | 3   | 1   | 2   | 9  | 8  | +1  | 7   |
| Ierland       | 6   | 2   | 1   | 3   | 6  | 14 | –8  | 5   |
| Noord-Ierland | 6   | 0   | 0   | 6   | 5  | 21 | –16 | 0   |

### Groep 3
| Land        | Wed | Win | Gel | Ver | DV | DT | +/– | Pnt |
| ----------- | --- | --- | --- | --- | -- | -- | --- | --- |
| Italië      | 6   | 5   | 0   | 1   | 12 | 1  | +11 | 10  |
| Frankrijk   | 6   | 2   | 3   | 1   | 4  | 4  | 0   | 7   |
| Zwitserland | 6   | 1   | 3   | 2   | 4  | 6  | –2  | 5   |
| Portugal    | 6   | 0   | 2   | 4   | 1  | 10 | –9  | 2   |

### Groep 4
| Land           | Wed | Win | Gel | Ver | DV | DT | +/– | Pnt |
| -------------- | --- | --- | --- | --- | -- | -- | --- | --- |
| Denemarken     | 6   | 3   | 2   | 1   | 8  | 5  | +3  | 8   |
| Nederland      | 6   | 2   | 2   | 2   | 12 | 9  | +3  | 6   |
| West-Duitsland | 6   | 0   | 5   | 1   | 6  | 7  | –1  | 5   |
| België         | 6   | 1   | 3   | 2   | 7  | 12 | –5  | 5   |

## Halve finale
Uitslagen eerste en tweede wedstrijd tussen haakjes
| Italië   | 3-5 (2-3 op 8 april, 1-2 op 28 april) | Zweden     |  |
| Engeland | 3-1 (2-1 op 8 april, 1-0 op 28 april) | Denemarken |  |

## Finale
Uitslagen eerste en tweede wedstrijd tussen haakjes
| Zweden | 1-1 (1-0 op 21 mei, 0-1 * ns (4-3) op 27 mei | Engeland |  |

* er werd geen verlenging gespeeld, de strafschoppen werden na 90 minuten genomen.
| UEFA Europees kampioenschap vrouwenvoetbal Winnaar 1984 |
| ------------------------------------------------------- |
|                                                         |
| ZWEDEN 1e titel                                         |

## Doelpuntenmakers
4 doelpunten
- Pia Sundhage

2 doelpunten
- Linda Curl
- Carolina Morace

1 doelpunt
- Inge Hindkjær
- Debbie Bampton
- Elisabeth Deighan
- Elisabetta Vignotto
- Helen Johansson Björk
- Doris Uusitalo